# HD 92787
HD 92787，又名BD+46 1657，SAO 43444、HR 4191，是一颗恒星，视星等为5.18，位于銀經167.29，銀緯58.39，其B1900.0坐标为赤經10h 37m 40.4s，赤緯+46° 58.39′ 46″。